# Dicranomyia convoluta
Dicranomyia convoluta är en tvåvingeart som beskrevs av Albany Hancock 2006. Dicranomyia convoluta ingår i släktet Dicranomyia och familjen småharkrankar. Inga underarter finns listade i Catalogue of Life.